# یواس‌ان‌اس دال (تی-ای‌کی‌آر-۳۱۲)
یواس‌ان‌اس دال (تی-ای‌کی‌آر-۳۱۲) (به انگلیسی: USNS Dahl (T-AKR-312)) یک کشتی است که طول آن 950 ft می‌باشد. این کشتی در سال ۱۹۹۸ ساخته شد.